# 평창군의 지질

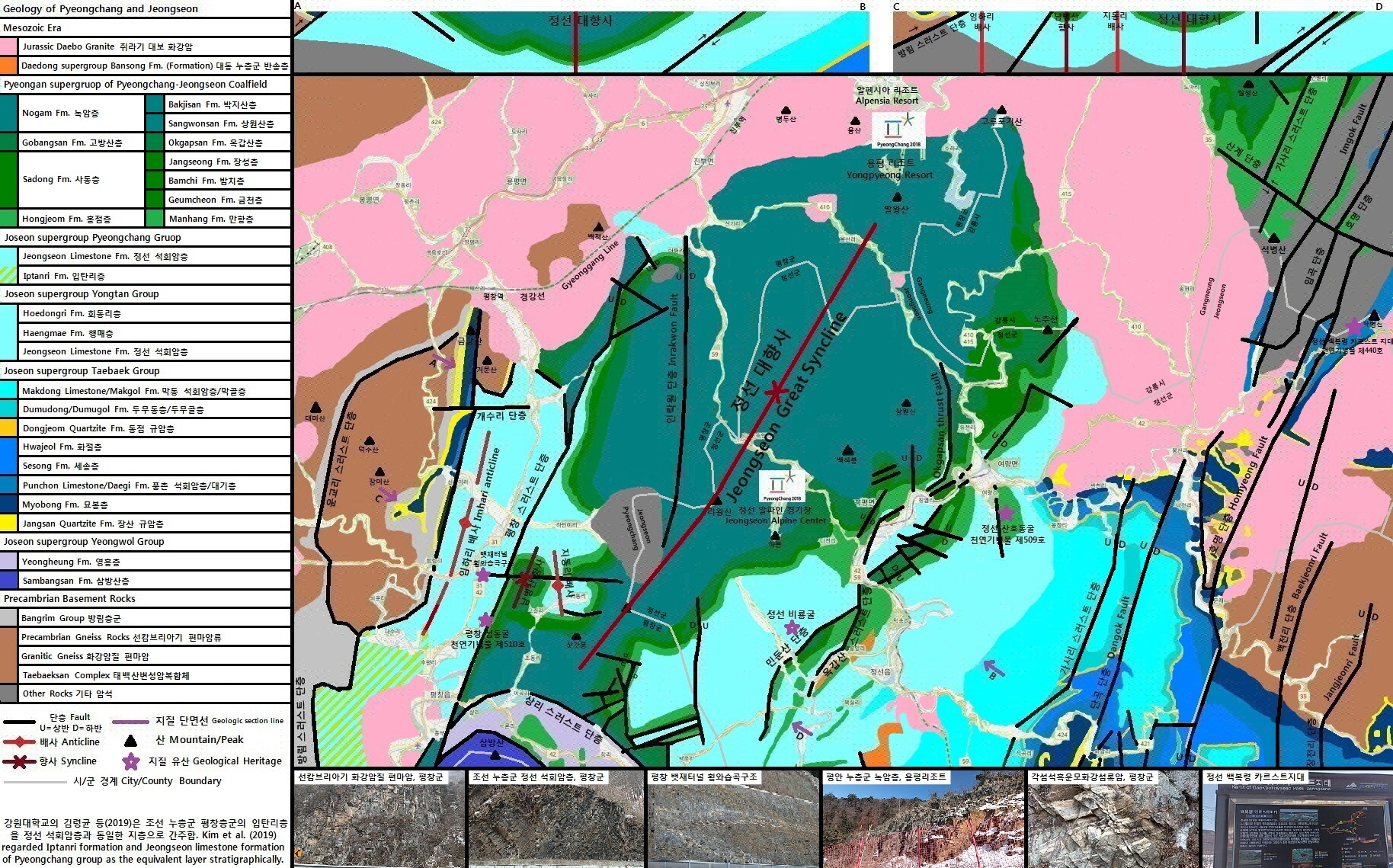
평창군의 지질 및 정선군의 지질 구조도
평창군과 정선군의 지질 분포도

본 문서에서는 강원특별자치도의 평창군의 지질과 평창군 내 강원고생대국가지질공원의 지질유산에 대해 설명한다. 

## 개요
강원특별자치도 평창군은 경기 지괴/경기 육괴와 옥천 습곡대의 경계에 위치하며 선캄브리아기, 고생대, 중생대 3개 지질시대의 암석이 분포한다. 선캄브리아기의 암석은 북부의 오대산과 계방산을 중심으로, 고생대의 조선 누층군과 평안 누층군은 남동부의 두타산과 청옥산을 중심으로, 중생대에 관입한 대보 화강암류는 영동고속도로 주변에 분포한다.

### 강원고생대국가지질공원
강원고생대국가지질공원은 강원특별자치도 남부 고생대의 퇴적암 지층 조선 누층군과 평안 누층군이 분포하는 지역을 대상으로 설치된 대한민국 국가지질공원으로, 지질공원의 목적은 지질학적으로 가치가 있는 지역을 다른 여러 중요한 자연적, 문화적 요소와 함께 이용하여 관광지로 발전시키는 것이다. 강원고생대국가지질공원의 총 면적은 1,990 km2으로 이중 평창군 남동부 109.71 km2가 지질공원에 포함되어 있다. 평창군의 지질유산으로는 미탄면의 평창 백룡동굴과 고마루 카르스트 지형이 있다.

## 선캄브리아기
경기 육괴의 일부이자 선캄브리아기에 형성된 편마암류는 평창군 북부 오대산, 홍천군과의 경계 지역 그리고 남서부의 횡성군, 영월군과의 경계 지역에 분포한다.

### 오대산 편마암
호상 미그마타이트질 편마암 또는 혼성 (호상) 편마암(PCEcgn/PCEbgn; Precambrian concoction (banded) gneiss)은 오대산과 계방산(1579.1 m), 흥정산(1280.3 m)을 중심으로 홍천군과의 경계 지역에 분포하는 편마암으로 남동부에서 중생대의 화강암에 의해 관입 당했으며 엽리의 주향은 오대산 지역에서 북동 40°, 경사는 북서 65°이다. 오대산 지역의 기반을 이루는 이 암석은 하나의 복합암체(complex)로서 흑운모 호상 편마암을 주체로 하여 우백질 혼성암(migmatite), 화강편마암 등으로 구성된다. 오대산 지역의 혼성 호상 편마암은 주로 미그마타이트질 편마암이며 흑운모와 백운모가 엽리를 형성한다. 백운모가 규선석으로 교대된 곳도 있어 높은 변성도를 지시한다.
오대산의 편마암

### 화강편마암 (화강암질 편마암)
화강암질 편마암(PCEggn; Precambrian granitic gneiss) 또는 화강편마암은 평창군 방림면을 중심으로 그 주변 청태산과 대미산, 대화면 개수리, 평창읍 뇌운리 등지에 분포하는 암석이다. 분포 지역은 방림 단층의 상반부에 해당한다. 이 암석은 반상변정(斑狀變晶)편마암, 호상 편마암, 흑운모 편마암을 주체로 하며 드물게 안구상 편마암을 포함하고, 방림층군과 점이적인 관계로 접하고 있다.
김정환 외(1997)은 평창 지역 화강편마암의 Pb 연대측정 자료를 1554±117 Ma (고원생대 스타테로스기~중원생대 칼리마기)로 보고하였으며 화강편마암 내 흑운모 Rb-Sr 연대를 146~166 Ma (쥐라기 중기 바조시안~후기 옥스포디안)으로 보고하여 이 화강암질암이 중원생대에 관입했고 중생대 화성 활동의 영향을 받았음을 보고하였다. 송용선 외(2011)는 이 화강편마암이 주로 석영과 장석, 운모류로 구성되어 있는 화성 기원의 정편마암(orthogneiss)이며 SHRIMP U-Pb 저어콘 연대 측정으로 화강편마암이 1960 Ma의 화성활동으로 기원한다고 보고하였다. 김성원 외(2014)는 SHRIMP U-Pb 저어콘 연대 측정을 통해 화강편마암에 대비되는 횡성군 안흥면 지역의 화강암류의 관입시기를 1920~1910 Ma (고원생대 [[오로세이라기])로 제시하였다.
평창군 지역 화강암질 편마암(화강편마암)의 노두
- 평창군 봉평면 유포리 99-4 지방도 제424호선 앞 화강편마암과 금당산 (1174 m)
북위 37° 32′ 30.4″ 동경 128° 23′ 36.0″ / 북위 37.541778°  동경 128.393333°
- 페르마타펜션(봉평면 금당계곡로 1375-8) 앞 평창강과 노두
북위 37° 31′ 20.3″ 동경 128° 23′ 49.9″ / 북위 37.522306°  동경 128.397194°
- 평창군 대화면 개수리 지방도 제424호선 도로변 노두
북위 37° 30′ 32.8″ 동경 128° 23′ 33.9″ / 북위 37.509111°  동경 128.392750°
- 평창군 대화면 개수리 지방도 제424호선 도로변 노두
북위 37° 30′ 13.8″ 동경 128° 23′ 27.6″ / 북위 37.503833°  동경 128.391000°
- 평창군 방림면 계촌리 산 147-2, 지방도 제420호선 도로변 노두
북위 37° 27′ 10.5″ 동경 128° 20′ 25.5″ / 북위 37.452917°  동경 128.340417°
- 평창군 방림면 계촌리 산 188-2, 지방도 제420호선 도로변 노두
북위 37° 27′ 15.1″ 동경 128° 20′ 59.4″ / 북위 37.454194°  동경 128.349833°

### 방림층군
방림층군(PCEbr; Precambrian bangrim group)은 평창군 방림면을 중심으로 소규모 분포하는 변성퇴적암이다. 이 암석은 평창 지질도폭(1979)에서는 선캄브리아기의 암석으로 보고되었으나 이 암석이 고생대의 지층이라는 의견도 있다.
방림층군과 선캄브리아기 화강편마암의 관계는 화강암질화 작용과 관입, 부정합이 모두 보고되어 있어 방림층군의 연령에 대한 논란의 여지가 있다. 김유홍 외(2010)는 송봉층(방림층군)이 화강편마암 위에 부정합으로 놓이고, 상부로 갈수록 편암층에 협재하는 석회암층이 우세해지는 것을 근거로 방림층군은 조선 누층군 하부 지층에 대비되며 조선 누층군 평창층군과 정합 관계라고 설명하였다. 송용선 외(2011)는 방림층군의 변성도는 화강편마암과는 현저하게 차이가 나기 때문에 이 둘의 관계는 부정합으로 해석되어야 한다고 보고하였다. 이흥기(2016)는 기존에 김유홍 외가 보고했던 판운계곡의 부정합 경계 및 이의 연장으로 생각되는 부정합 경계를 주천 당거리 계곡 임도에서 확인하였지만, 평창 북부지역에서 보고된 관입의 증거는 확보하지 못하였다.
곽무성 외(2017)는 방림층군에서 분리한 쇄설성 저어콘의 SHRIMP U-Pb 연대측정을 실시하였고, 방림층군의 퇴적시기가 450.3±4.2 Ma보다 이후임이 드러났다. 이는 방림층군이 선캄브리아기 지층이 아니며 조선 누층군 묘봉층보다 젊은 층이어야 한다. 방림층군의 퇴적시기가 450 Ma 이후라면 방림층군과 구조적으로 그 위에 놓인 장산 규암층과의 관계는 단층이어야 한다. 따라서 조선 누층군 장산 규암층, 묘봉층, 풍촌 석회암층이 방림층군 위로 충상된 것으로 추정하였다.
방림층군은 주로 방림 단층에 인접하여 분포하지만 금당산 서측에서 두 갈래로 나누어져 갈라져 나간 좁은 폭의 가지가 화강암질 편마암 분포지를 가로지르다 다시 모이는 분포 형태를 보인다. 이러한 분포 특성은 아마도 단층에 의한 것으로 보이지만 명확하게 알려지지는 않았다. 이흥기(2016)는 이 분포지가 단층에 의한 것이라 보고 운교리 스러스트 단층을 설정하였다. 구체적으로는 금당산 서측에서 분기되어 한 갈래는 대화면 개수리와 상안미리 남측의 승두봉(1013.5 m)에서 방림리를 지나 평창읍 다수리까지 이어지며 또 다른 갈래는 방림면 계촌리를 지나 평창읍 원당리와 하일리로 이어지고 이후 영월군 주천면 판운리로 이어진다. 승두봉에서 화강암질 편마암과 조선 누층군 장산 규암층과 접하며 분포지 서쪽으로는 언제나 점이적으로 화강암질 편마암과 접한다. 방림층군은 녹니석흑운모편암, 견운모편암, 석영편암, 결정질 석회암 등으로 구성된다.
| 암석                            | 위치                                                                      | 설명              |
| ------------------------------- | ------------------------------------------------------------------------- | ----------------- |
| 방림층군                        | 북위 37° 24′ 06.9″ 동경 128° 19′ 17.6″ / 북위 37.401917° 동경 128.321556° | 송봉편암층에 속함 |
| 방림층군                        | 북위 37° 30′ 21.1″ 동경 128° 24′ 10.9″ / 북위 37.505861° 동경 128.403028° | [ 14 ]            |
| 방림층군 운모편암               | 북위 37° 24′ 07.2″ 동경 128° 19′ 17.4″ / 북위 37.402000° 동경 128.321500° | [ 2 ]             |
| 방림층군 암회색 운모편암과 규암 | 북위 37° 30′ 21.5″ 동경 128° 24′ 09.4″ / 북위 37.505972° 동경 128.402611° | [ 2 ]             |
| 방림층군                        | 북위 37° 18′ 34.7″ 동경 128° 19′ 00.9″ / 북위 37.309639° 동경 128.316917° | [ 2 ]             |

## 고생대조선 누층군과 석회암 카르스트 지형
고생대 초기에 형성된 조선 누층군은 각 층군을 이루는 층들의 층서와 특징에 따라 태백층군, 영월층군, 평창층군, 용탄층군과 문경층군으로 구분된다. 이중 평창군 내에는 평창층군의 정선 석회암층과 입탄리층, 태백층군의 장산 규암층, 묘봉층, 풍촌 석회암층, 영월층군의 삼방산층과 마차리층이 분포한다. 조선 누층군은 석회암 지층을 포함하고 있기 때문에, 평창 백룡동굴과 같은 석회암 카르스트 지형이 발달한다.\

### 태백층군장산 규암층
장산 규암층(Cambrian jangsan quartzite formation)은 이 지역 조선 누층군 최하부의 지층으로 금당산(1174.1 m) 서측에서 대화면 개수리와 상안미리 서방 1.5 km인 바랑재를 지나 승두봉에 이르기까지 복잡한 구조의 지배를 받으며 분포되어 있는 것과, 이 분포대(帶) 동방 1.5 km 부근인 상안미리에서 854 m 고지를 지나 계속되는 능선으로 방림리 북방 1.5 km 까지 계속된 두 가닥의 분포지가 있다. 이곳에서 장산 규암층이라고 부른 것은 그 암질이 삼척시 지역의 태백층군 장산 규암층과 유사하므로 이에 대비하여 그렇게 부른 것이다.
평창 지질도폭(1979)에 의하면 장산 규암층은 주로 백색의 규암으로 구성되며 방림층군 상위에 부정합적으로 놓인다. 암석이 노출된 곳에서는 층리가 잘 나타나 있으며 지층의 일반적인 주향은 북동 10°이고 경사는 지층의 역전으로 인해 남동 50°내지 북서 40°를 나타낸다. 승두봉에서는 북동 10°주향의 향사 습곡 구조가 있어 가운데에 묘봉층이 있고 본 장산 규암층이 그 양쪽으로 분포된다. 854 m 고지 능선상의 본 규암층은 남쪽으로 능선을 따라가다가 방림리 북방에서 방림 스러스트 단층에 의해 절단되고 854 m 고지 북방으로는 평창강에 도달하기 전 상안미리에서 첨멸(尖滅)한다.
손치무와 정지곤(1971)은 갈색, 회색, 백색의 규암이 장산층의 주된 암상이며, 방림층군과 경사부정합을 이루고 있다고 보고하였다. 홍승호 외(1995)는 백색 규암과 운모 편암이 장산층의 주된 암상이며, 장산층은 외솔배기에서 정선석회암과 단층 접촉관계를 이루고 중대갈봉 일대에서는 방림층군 상위에 부정합적으로 놓인다고 보고하였다. 이흥기(2016)에 의하면 장산층은 주로 백색의 규암으로 나타나며, 평창군 외솔배기 지역과 상안미리 평창강변 금당계곡로에서 방림층군 상위에 분포한다.

### 태백층군묘봉층
묘봉층(Cambrian myobong formation)은 장산 규암층과 같은 분포지를 가지며 승두봉 지역을 제외하고 장산 규암층 분포지역 바로 동쪽에 분포한다. 본 층은 셰일에서 변성된 암석으로서 주로 녹니석편암으로 구성되고 천매암이 약간 협재된다. 지층의 주향은 일반적으로 북동 10°이나 경사는 동쪽 내지 서쪽으로 변화가 심하다.

### 태백층군풍촌 석회암층
풍촌 석회암층(Cambrian punchon limestone formtaion)은 대화면 상안미리와 개수리에 발달된 묘봉층 상위에 남북 방향의 축을 가진 소규모의 향사 습곡축을 따라 국부적으로 분포한다. 본 지층은 유백색의 석회암으로 구성되며 묘봉층과 평행한 대상(帶狀) 분포를 보여 주므로 풍촌 석회암층임이 인지된다. 그러나 홍승호 외(1995)는 외솔배기나 고대동에서는 풍촌 석회암층은 관찰되지 않는다고 보고하였으며 이흥기(2016)도 외솔배기와 상안미리 부근에서 묘봉층과 정합으로 접하는 유백색의 괴상 석회암을 관찰하지 못하여 지질도에 풍촌 석회암층을 기재하지 않았다.

### 태백층군막동 석회암층
막동 석회암층(Ordovician makdong limestone formation)은 평창군 남동쪽 끝 미탄면 마하리 지역에만 조금 분포하고 있는 석회암 지층이다. 이 지층은 석회암과 돌로마이트로 구성되며 평창 백룡동굴을 발달시키고 있다.
| 암석          | 위치                                                                      | 설명                        |
| ------------- | ------------------------------------------------------------------------- | --------------------------- |
| 장산 규암층   | 북위 37° 30′ 15.9″ 동경 128° 24′ 40.3″ / 북위 37.504417° 동경 128.411194° | 오설배기 지역 백색 규암     |
| 묘봉층        | 북위 37° 30′ 22.5″ 동경 128° 24′ 32.3″ / 북위 37.506250° 동경 128.408972° | 오설배기 지역 암회색 점판암 |
| 입탄리층      | 북위 37° 17′ 27.2″ 동경 128° 17′ 06.7″ / 북위 37.290889° 동경 128.285194° | 엽리상 회색 석회암          |
| 정선 석회암층 | 북위 37° 29′ 06.4″ 동경 128° 24′ 27.7″ / 북위 37.485111° 동경 128.407694° | 엽리상 담회색 결정질석회암  |

### 평창층군 입탄리층
입탄리층(Iptanri formation)은 방림 단층 하반부에 해당하는 평창읍 대하리 북서부, 입탄리, 향동리, 계장리 일대에 분포하는 지층으로 주로 백색의 석회암층과 백색의 돌로마이트층과의 호층(互層)으로 되어 있으며 얇은 천매암 내지 편암층을 협재한다. 엽층리(lamination)가 잘 발달한 담회색의 석회암으로 주로 나타나지만 괴상(massive)의 유백색, 암회색 띠는 석회암을 포함한다. 이하영 외(1986)는 코노돈트 화석 판별을 통해 입탄리층이 초기 내지 중기 오르도비스기에 해당한다고 보고하였으며, 윤운상(1994)은 입탄리층을 상부에서부터 하부로 갈수록 백색 돌로마이트질 석회암 및 회색 석회암의 호층대, 회색의 셰일-석회암 호층대와 이에 협재하는 담회색 석회암, 그리고 백색 결정질 괴상 석회암 및 천매암질 석회암 또는 편암질 석회암으로 구성된다고 보고하였다.
그러나 김령균 외(2019)는 입탄리층은 정선 석회암층의 주향 방향에 위치하고 있어 층서적으로 상하 관계로 보기 어려우며, 입탄리층의 편암/천매암은 정선 석회암층의 셰일/천매암과 대비되고, 최상부의 담/암회색 탄산염암의 호층은 두 지층에서 동일하게 분포한다는 점을 들어 입탄리층이 정선 석회암층과 동일한 지층이라고 주장하였다. 입탄리층 주변에 중생대에 관입한 마그마로 인해 지역적인 열변질작용의 영향을 받아서 정선층보다 더 심한 변질을 받았기 때문이다. 더 나아가 입탄리층의 존재에 의해 구분되어왔던 평창층군은 용탄층군과 같은 층군으로 해석되어야 한다고 주장했다.

### 정선 석회암층
정선 석회암층(Jeongseon limestone formtion, 旌善石灰巖層)은 원래 정선군에 광범위하게 분포하는 석회암 지층의 일부분으로 평창군 내에서는 방림 단층 하반부에 해당하는 대화면 대화리, 하안미리 서부, 방림면 방림리 동부에 분포한다. 평창 지질도폭(1979)에 의하면 정선 석회암층은 주로 암회색 석회암으로 구성되며, 백색의 돌로마이트층이 협재되지만 니질암의 교호는 없고 입탄리층을 정합으로 덮는다. 홍승호 외(1995)는 담회색 결정질 석회암과 흑색 셰일이 협재된 암회색 미립 괴상석회암이 부분적으로 충식구조를 보이는 암상으로 기재하였다. 정선군 광하교 부근의 노두를 조사한 결과에 의하면 정선층은 하부에서 석회질 셰일 내지 셰일이 석회암과 호층을 이루며 나타나고, 상부로 갈수록 담회색 및 암회색 석회암이 반복되어 분포하는 것으로 보고되었다. 이흥기(2016)에 의하면 정선 석회암층은 평창읍 다수리, 외솔배기, 상안미 일대에서 회색 결정질석회암과 암회색 셰일이 교호하며 묘봉층과의 단층 경계 부근에서 습곡이 심하게 발달해 있다.
평창군 지역 정선 석회암층의 노두
- 평창군 대화면 대화리 1064 도로변의 암회색 괴상암 노두
북위 37° 30′ 17.0″ 동경 128° 25′ 54.7″ / 북위 37.504722°  동경 128.431861°
- 평창군 대화면 개수리 62 도로변의 층상암 노두, 층리는 동쪽으로 경사
북위 37° 30′ 19.0″ 동경 128° 25′ 02.9″ / 북위 37.505278°  동경 128.417472°
- 평창군 평창읍 여만리의 노두 (평창바위공원 북북서쪽)
북위 37° 22′ 46.2″ 동경 128° 24′ 26.1″ / 북위 37.379500°  동경 128.407250°

#### 뱃재터널 횡와습곡
평창군 방림면 방림리 산 724-29 (북위 37° 25′ 44.59″ 동경 128° 25′ 19.95″ / 북위 37.4290528°  동경 128.4222083° )에서는 국도 제31호선 도로공사 도중 뱃재터널 북쪽 입구부의 절개사면에서 아래 사진과 같이 정선 석회암층 내에 발달한 대규모의 횡와습곡이 확인되었다. 이곳의 정선 석회암층은 괴상 석회암 퇴적단위와 엽층이 발달하는 암회색 석회질셰일 퇴적단위가 수십 cm~수 m 두께로 호층을 이루며 방해석 광맥들과 스러스트 단층 등의 지질구조가 함께 나타난다. 이곳의 대규모 횡와습곡은 상부가 북쪽으로 향하는 강한 연성 전단작용에 의해 생성된 칼집 습곡으로 고생대 말-트라이아스기에 있었던 송림 변동의 결과로 해석된다. 학술적으로 중요한 지질 유산으로 천영범 등(2019)에 의해 자세히 조사되었으며 일부 피복되었으나 현재도 습곡의 머리 부분은 관찰할 수 있다. 단 4차선 국도변에 있어 이곳에 차를 세워서는 안 되고 카카오맵의 로드뷰로 볼 수 있다.
평창군 방림면 방림리 국도 제31호선 도로변 뱃재터널 횡와습곡
- 습곡의 머리 부분

#### 평창 섭동굴

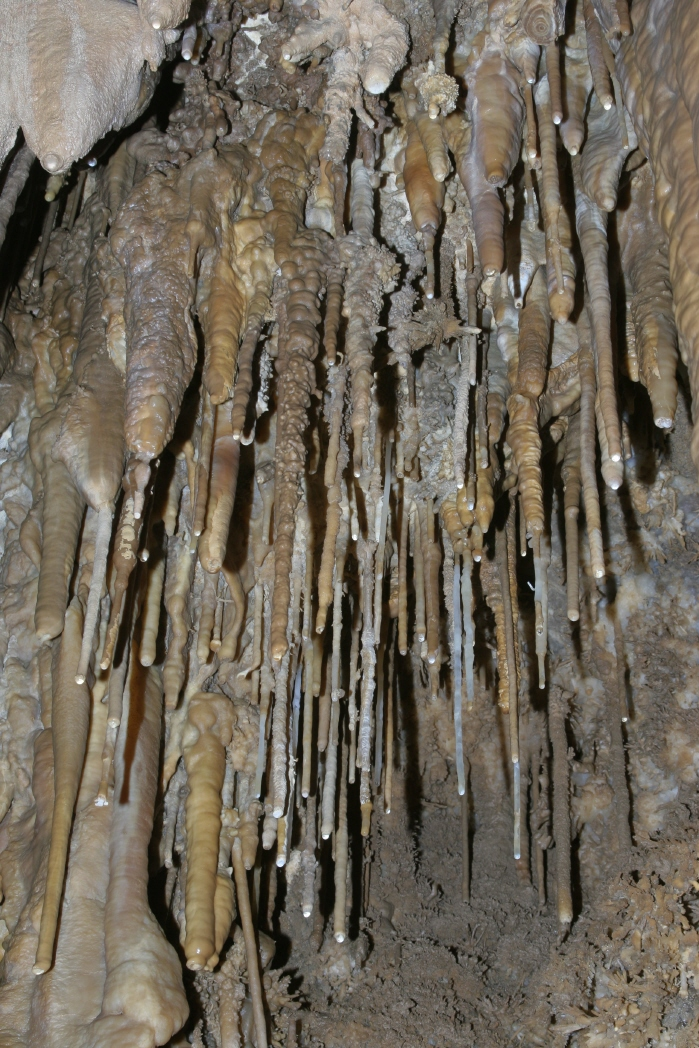
평창 섭동굴

조선 누층군 정선 석회암층의 석회암 지층 광산개발 중 발견된 평창 섭동굴은 지하수의 발달단계에 따라 3층 구조를 이루고 있으며, 각 층 별 동굴의 발달형태와 이에 따른 동굴생성물이 성장하는 과정을 단계별로 관찰할 수 있는 매우 학술적 가치가 높은 동굴이다.

### 영월층군 영흥층
태백산지구 지하자원 조사단(1962)에 의하면 암회색 돌로마이트질 석회암을 주로 하며 지층의 두께는 440 m이다. 이 지층은 예미각력석회암층에 대비될 것으로 보인다.
평창군 멧둔재 주변의 영흥층은 평창군 평창읍 노론리 평창군 위생처리장 일대와 미탄면 창리 멧둔재 구도로 일대에 넓게 분포한다. 영흥층은 하부의 삼방산층과는 단층으로 접하고 중기 석탄기의 평안 누층군 요봉층에 의해 부정합으로 덮힌다. 영흥층의 구성 암석은 (담)회색의 석회암, 돌로마이트질 석회암, 석회질 돌로마이트 및 돌로마이트이다. 영흥층의 주향은 북동 60~80°이고 경사는 남동 40~75°로 변화가 매우 심하다. 
이 지역의 영흥층에서는 Panderodus unicostatus, Panderodus amplicostatus, Ozarkodina hassi, Ozarkodina simplex, Ozarkodina crispa, Ozarkodinan.sp.A, Oulodustripatus, Oulodustripatus panuarensis, Neoprioniodus planus 및 Aacodus sp. 등의 코노돈트가 산출되며, 두족류와 삼엽충도 드물게 발견된다. 이들 코노돈트는 캐나다 퀘백 주의 전기 실루리아기 지층과 중국 양쯔 대지의 전기 실루리아기 지층에서 널리 산출되는 코노돈트와 잘 대비된다. 따라서 멧둔재 지역에 분포하는 영흥층의 지질시대는 전기 실루리아기로 판단된다. 영흥층의 석회암의 미암상은 Dumham(1962)의 분류안을 적용하여 석회암을 분류하면 이 층의 석회암은 와케스톤(wackestone)과 팩스톤(packstone)에 해당된다.

### 강원고생대국가지질공원 고마루 석회암 카르스트 지형
평창군 대화면, 방림면, 미탄면의 일부 지역에서는 조선 누층군의 석회암 지층이 발달하는 곳에서는 카르스트 지형이 형성되어 다양한 지질학적 특징을 볼 수 있다. 카르스트 지형이 발달한 대표적인 곳으로 미탄면 한탄리 고마루 마을 일대, 대화면 상, 하안미 4리 일대와 중왕산 자락, 방림면 일부 지역을 들 수 있다. 이든 지역에는 석회암이 풍화 작용을 받아 형성된 테라로사 토양과 소규모의 돌리네 지형 등을 볼 수 있다.
강원고생대국가지질공원 고마루 카르스트 지형은 높은 고갯마루에 있어 붙여진 이름인 고마루는 비교적 완만하지만 높은 지대(해발 530~750m)로 이루어진 마을이다. 고마루 지역의 카르스트지형에는 석회암이 주로 분포하고, 재치산(750.9m) 남쪽의 산사면 꼭대기에 있는 평평한 지대에 발달한다. 고마루 일대는 석회암이 표면에서 녹아서 만들어지는 돌리네 및 우발라가 나타나는 전형적인 카르스트 지형이다.

### 강원고생대국가지질공원평창 백룡동굴
평창 백룡동굴은 평창군 남동쪽 끝 지역인 미탄면 마하리의 조선 누층군 태백층군 막골층(막동 석회암층)에 발달하는 석회암 동굴이며 강원고생대국가지질공원의 지질유산이다. 부근에는 영월군에서 이어져 온 각동 단층이 발달하고 있다.

## 고생대평안 누층군과 정선 대향사, 평창-정선탄전
평창군 남동부 정선군과의 경계 지역에는 광역적인 규모의 향사 습곡 정선 대향사(Jeongseon great syncline, 旌善大向斜)에 의해 고생대 석탄기~중생대 트라이아스기에 형성된 평안 누층군이 매우 넓게 분포하고 있어 이 지역을 평창-정선탄전이라 부른다. 태백산지구지하자원조사단(GICTR, 1962)은 태백산분지의 평안 누층군을 밑에서부터 홍점층, 사동층, 고방산층, 녹암층으로 구분하였고 평창-정선 지역에서도 같은 층서를 사용하였으나, 평창탄전 정밀지질보고서(1978)에서는 이를 하부로부터 만항층, 금천층, 밤치층, 장성층, 옥갑산층, 상원산층 및 박지산층으로 구분하기도 하였다. 대규모 향사 구조에 의하여 평안 누층군의 각 지층들은 평창군과 정선군 양쪽에 분포하며 이중 평창군에는 평창읍의 장암산(893 m)과 조동리에서 남병산과 청옥산, 가리왕산, 백석산과 잠두산, 두타산, 고루포기산에 이르는 산악 지역에 분포한다.
태백산지구지하자원조사단의 분류 (GICTR, 1962)

### 홍점층
홍점층(Ch; Carboniferous hongjeom formation) 또는 만항층은 주로 녹회색의 셰일 또는 세립질 사암으로 구성되며, 백색의 결정질 석회암층이 협재된다. 삼척탄전의 만항층에 대비되나, 그들의 특징적 암상인 적색 내지 자색의 사암층이 평창 지역에서는 나타나지 않는다. 대화리 가지동 일대에서 평창층군 정선 석회암층(Oj)과의 접촉부는 실루리아기-데본기의 결층이 있음에도 불구하고 큰 변화 없이 평행하게 발달되어 있다. 지질 시대는 석탄기 초기이다.

### 사동층
사동층(Ps; Permian sadong formation)은 주로 암회색 내지 흑색 사암과 셰일의 호층으로 구성되며, 하부에 수 층의 렌즈상 석회암이 협재되고, 상부에는 석탄층이 협재된다. 삼척탄전의 금천층과 만항층에 대비되며, 영월탄전의 밤치층에 해당하는 지층도 이에 포함된다. 평창 지역은 삼척 지역과는 달리 금천층과 장성층 사이에 즉 석탄기 말에서 페름기 초기에 이르는 결층을 포함하는 것으로 알려져 있다. 대화리 가지동 일대에서 사동층은 하반부는 금천층에 상반부는 장성층에 해당하는 부위이며, 가지동 동부에서 장성층에 대비되는 상부와 가지동 북동부에서 금천층에 대비되는 하부에 석탄을 함유한 함탄층이 발견된다. 상부의 고방산층과는 거의 평행하고 정합적으로 발달되어 있다.

### 고방산층
고방산층(TRg; gobangsan formation)은 사동층 상위에 정합으로 놓이며 주로 백색의 조립질 사암과 흑색 셰일로 구성된다. 이 층은 삼척탄전의 함백산층, 도사곡층 및 고한층에 대비되며, 옥갑산층이 이에 해당한다. 원래 고방산층은 삼척 지역의 함백산층, 도사곡층, 고한층을 포함하는 페름기 중부-상부에 속하는 지층으로 평창과 정선에서는 그와 같은 층준이 연속적으로 유지되지 않는 지역적 특성이 있어 고한층 중부까지 상한을 둔 옥갑산층(玉甲山層)을 설정하게 되었다.

### 녹암층
녹암층(TRn; nok-am formation)은 평창 지역 평안 누층군의 최상위 지층이며 녹회색의 세립질 사암, 실트암 및 셰일로 구성되며, 삼척탄전의 동고층 및 평창탄전 정밀지질보고서의 상원산층과 박지산층이 이에 대비된다.
평창탄전 정밀지질보고서(1978)

### 만항층
만항층은 홍점층 하부에 해당하며 (암녹)회색 셰일, 녹(회)색 사질셰일, (담녹)회색 사암, 유백색-담회색 석회암 등으로 구성된다. 지층의 두께는 300~1,500 m이며 화석은 보고되지 않았다.

### 금천층
금천층은 홍점층 상부에 해당하며 암회색 셰일, (암)회색 사암, 소수의 방추충화석이 산출된 (암)회색 석회암으로 구성되며 박층의 탄질셰일과 석탄이 협재된다. 평창 지역의 셰일은 점판암화되어 있다. 지층의 두께는 평균 약 60 m이며 평창 지역에서는 장성층에 의해 비정합으로 덮여 있다.

### 장성층
장성층은 사동층 상부에 해당하며 암회색 중립/세립사암과 흑색 셰일이 교호되는 윤회층으로 각 윤회층 상부에 1매의 석탄층이 협재된다. 지층의 두께는 120 m이며 식물 화석 몇 종이 알려져 있다.

### 옥갑산층
옥갑산층은 삼척탄전의 함백산층, 도사곡층, 고한층에 해당하며 고방산층에 해당한다. 하부 유백색 조립사암과 중부의 흑색셰일과 사암의 교호층, 상부의 유백색 조립사암과 담녹회색 중립사암 교호층으로 발달하며 지층의 두께는 평균 300 m이다.

### 상원산층
상원산층은 녹암층과 삼척탄전의 동고층 하부에 해당한다. 본 지층의 하부는 담녹회색 조립사암을 기저로 하여 녹회색 세립사암 또는 실트스톤이 있으며 중부는 녹회색 석회질실트암, 상부는 저색셰일, 녹색 사암층으로 구성된다. 지층의 두께는 1,500 m이다.

### 박지산층
박지산층은 녹암층 상부에 해당하며 저색 조립사암을 기저로 하여 역질사암 및 저색셰일로 구성된다.
|      |                                                                           |
| 위치 | 대관령면 용산리, 용평리조트 레인보우 2 슬로프 하단부 사면에 드러난 암석층 |
| 지층 | 평안 누층군 녹암층(TRn)                                                   |

평안 누층군의 지질 계통표와 층서는 다음과 같다. 평안 누층군을 대상으로 한 조사가 대부분 석탄을 목적으로 하였기 때문에, 탄전(炭田)이란 명칭을 사용한다.
| 지질 시대                      | 지질 시대                    | 지질 시대    | 지역     | 지역       | 지역          | 지역     | 지역     | 지역     | 지역     | 지역     |
| 기                             | 세                           | 절           | 삼척탄전 | 강릉탄전   | 정선-평창탄전 | 영월탄전 | 단양탄전 | 보은탄전 | 평남분지 | 두만분지 |
| ------------------------------ | ---------------------------- | ------------ | -------- | ---------- | ------------- | -------- | -------- | -------- | -------- | -------- |
| 중생대 삼첩기 201.3–252.17 Mya | 중세 237–247.2 Mya           | 아니시안     | 동고층   |            | 박지산층      |          | 동고층   |          | 태자원통 |          |
| 중생대 삼첩기 201.3–252.17 Mya | 전세 247.2–252.17 Mya        | 인두안       | 동고층   |            | 상원산층      |          | 동고층   |          | 태자원통 |          |
| 고생대 페름기 252.17–298.9 Mya | 로핑기아 252.17–259.8 Mya    |              |          |            |               |          |          |          | 고방산층 | 송상통   |
| 고생대 페름기 252.17–298.9 Mya | 과달루페 259.8–272.3 Mya     | 카피탄       | 고한층   | (언별리층) | 옥갑산층      |          | 고한층   |          | 고방산층 | 송상통   |
| 고생대 페름기 252.17–298.9 Mya | 과달루페 259.8–272.3 Mya     | 워디안       | 도사곡층 | 망덕산층   | 옥갑산층      |          | 도사곡층 |          | 고방산층 | 송상통   |
| 고생대 페름기 252.17–298.9 Mya | 과달루페 259.8–272.3 Mya     | 로디안       | 도사곡층 | 망덕산층   | 옥갑산층      |          | 도사곡층 |          | 고방산층 | 송상통   |
| 고생대 페름기 252.17–298.9 Mya | 시수랄리아 272.3–298.9 Mya   | 쿤쿠리안     | 함백산층 | 함백산층   | 옥갑산층      |          | 함백산층 | 함백산층 | 고방산층 | 계룡산통 |
| 고생대 페름기 252.17–298.9 Mya | 시수랄리아 272.3–298.9 Mya   | 아르틴스키안 | 장성층   | 장성층     | 장성층        | 미탄층   | 장성층   | 장성층   | 사동층   | 계룡산통 |
| 고생대 페름기 252.17–298.9 Mya | 시수랄리아 272.3–298.9 Mya   | 사크마리안   |          |            | 밤치층        | 밤치층   |          | 밤치층   | 사동층   | 암기통   |
| 고생대 페름기 252.17–298.9 Mya | 시수랄리아 272.3–298.9 Mya   | 아셀리안     |          |            | 밤치층        | 밤치층   |          | 밤치층   | 입석통   | 암기통   |
| 고생대 석탄기 252.17–298.9 Mya | 펜실베이니아 298.9–323.2 Mya | 모스크바     | 금천층   | 금천층     | 금천층        | 판교층   | 금천층   |          | 홍점층   |          |
| 고생대 석탄기 252.17–298.9 Mya | 펜실베이니아 298.9–323.2 Mya | 모스크바     | 만항층   | 만항층     | 만항층        | 요봉층   | 만항층   | 만항층   | 홍점층   |          |
| 고생대 석탄기 252.17–298.9 Mya | 펜실베이니아 298.9–323.2 Mya | 바시키르     | 만항층   |            | 만항층        | 요봉층   | 만항층   |          |          |          |

## 시대 미상의 퇴적암
평창군 대화면 대화리 북동부에 위치한 던지골 계곡을 따라서 잠두산(1244.1 m) 부근까지 분포하는 담녹색 사암 및 셰일 지층은 동쪽으로는 잠두산 단층에 의해 조선 누층군 평창층군 및 평안 누층군과 접하고 북쪽으로는 중생대 화강암에 관입당했다. 그러나 각 지질도폭에서 해당 암체의 지질연대는 상이하게 제안되고 있다. 태백산지구지하자원조사단에서 발간한 평창 지질도폭(1967) 및 하진부 지질도폭(1962)에서는 본 퇴적암체를 시대미상의 삼방산층으로 제시하였으나 평창탄전 정밀지질보고서 및 창동 지질도폭(1995)에서는 본 암체가 영월지역 삼방산층과는 다른 암상적 특징을 보이며, 평안 누층군 최상부 녹암층에 해당한다고 보았다. 
장이랑과 정희준(2019)은 던지골 계곡을 따라 노출된 이 암석의 노두에서 사암의 시료를 채취하였고, 단일 저어콘 연대들이 일관성 있게 고생대 후기 석탄기에서 중기 페름기를 지시하므로, 본 퇴적암은 조선 누층군이 아니라 평안 누층군 녹암층에 해당하는 것으로 해석하였다.

## 중생대 대보 화강암
중생대에 관입한 화강암류는 대보 화강암의 일부이며 영동고속도로를 따라 서남서-동북동 방향으로 분포하고 횡성군과 강릉시로 연속된다. 오대산 지질도폭(1975)에서는 흑운모 화강암, 창동 지질도폭(1995)에서는 각섬석흑운모화강섬록암으로 분류하였다. 
오대산 지질도폭(1975)의 흑운모 화강암(Jurassic biotite granite)은 평창군 북동부 진부면과 대관령면 중부에 분포하는 대보 화강암이다. 오대산 산악 지역의 호상 미그마타이트질 편마암을 관입하였고 양자는 뚜렷한 관입 접촉면을 보여 주는 곳도 있으나 월정사 부근 하상에서 관찰되는 바와 같이 100 m 에 달하는 접촉대를 보이기도 한다. 흑운모 화강암에 포획된 암편(巖片)의 크기는 보통 30 cm 내외이나 1 m 에 달하는 것도 있다. 흑운모 화강암 내에는 북서 20~북동 20°및 북동 60~북서 70° 방향의 수직 절리들이 발달한다. 주요 구성 광물은 정장석, 미사장석, 사장석, 석영과 흑운모이다.
창동 지질도폭(1995)의 각섬석흑운모화강섬록암(hornblende-biotite granite diorite)은 사장석, 알칼리 장석, 석영, 흑운모, 각섬석, 녹렴석, 인회석, 저어콘 등으로 구성된다. 칼륨-아르곤 연대 측정 결과는 흑운모 157~174 Ma (쥐라기 중기 알레니안~칼로비안), 각섬석 187~203 Ma (트라이아스기~쥐라기 전기 플리엔스바치안)으로 창동 지질도폭에서는 트라이아스기의 화강암으로 추정하였다.

### 지하수
평창군 봉평면 진조리의 해태htb 평창공장(도로명주소: 평창군 봉평면 진조길 227-35 / 지번: 봉평면 진조리 산 139)은 각섬석흑운모화강섬록암의 지하수를 생산하는 공장으로 7개 취수공에서 일 982톤의 먹는샘물을 생산하여 강원 평창수 등 5종의 생수를 생산한다. 이곳에서 생산되는 강원 평창수의 상표권은 코카콜라 컴퍼니로 이전

### 노두
평창군 봉평면 유포리(북위 37° 30′ 44.3″ 동경 128° 21′ 04.5″ / 북위 37.512306°  동경 128.351250° )와 용평면 재산리(북위 37° 32′ 58.8″ 동경 128° 25′ 26.1″ / 북위 37.549667°  동경 128.423917° ) 및 봉평면 면온리 거품소길 도로변(북위 37° 33′ 37.3″ 동경 128° 23′ 17.4″ / 북위 37.560361°  동경 128.388167° )에서 화강암의 노두가 발견되었다.
평창군의 화강암
- 대관령 옛길의 화강암
- 평창군 봉평면 면온리 거품소길 도로변
북위 37° 33′ 37.3″ 동경 128° 23′ 17.4″ / 북위 37.560361°  동경 128.388167°
- 근경

## 제4기 충적층
평창군 진부면을 지나는 오대천 주변에는 하안단구가 분포한다. 이희권 외(2021)가 제4기 퇴적층에 대한 연대측정을 실시하였고 ESR 연대측정 결과는 8±5 ka~651±59 ka, OSL 연대는 9±4 ka~10만년 이상이다.
| 암석       | 위치 | 설명                                  |
| ---------- | --- | ------------------------------------- |
| 하성퇴적층 | 평창군 마평리 (북위 37° 34′ 50.50″ 동경 128° 33′ 45.64″ / 북위 37.5806944° 동경 128.5626778° )                                                                                        | 두께 1 m, 역질 및 사질퇴적층          |
| 하성퇴적층 | 평창군 진부면 수항리 (북위 37° 33′ 57.14″ 동경 128° 33′ 36.81″ / 북위 37.5658722° 동경 128.5602250° )                                                                                 | 하안단구 1단구의 침식면               |
| 하성퇴적층 | 평창군 수항리 절토교 (북위 37° 31′ 52.83″ 동경 128° 33′ 49.23″ / 북위 37.5313417° 동경 128.5636750° )                                                                                 | 기반암 사암 위 퇴적층, 하안단구 2단구 |
| 하성퇴적층 | 평창군 진부면 수항리 (북위 37° 33′ 32.22″ 동경 128° 33′ 56.83″ / 북위 37.5589500° 동경 128.5657861° , 북위 37° 33′ 20.20″ 동경 128° 34′ 01.06″ / 북위 37.5556111° 동경 128.5669611° ) | 하안단구 3단구의 침식면               |

## 습곡
평창군 남부 지역에는 영월군 지역에서 연장된 방림 스러스트 단층, 평창 스러스트 단층, 상리 스러스트 단층을 포함한 수많은 단층들이 발달하며, 정선대향사를 포함 수많은 습곡 구조들이 발달한다. 이는 평창 지역이 오래 전부터 심한 지각 변동을 겪어 왔음을 짐작하게 한다. 오대산 지역에는 오대산 지진을 일으킨 것으로 의심되는 진부 (월정사) 단층이 발달한다.

### 정선 대향사
정선 대향사(Jeongseon great syncline)는 평창군과 정선군의 경계 지역에 발달한 광역 규모(regional-scale)의 습곡 구조로, 전체적으로 북서-남동 방향을 따라 조선 누층군의 평창층군 및 용탄층군과 평안 누층군이 대칭적으로 반복된다. 습곡을 이루는 층리면이 서익부에서는 동쪽으로, 동익부에서는 서쪽으로 완만하게 경사한다.

### 지동리 배사
지동리 배사(Jidongri anticline)는 평창읍 지동리 일대에 발달하는 배사 습곡 구조로, 정선 대향사의 이차 습곡이며 가운데에 조선 누층군 평창층군 정선 석회암층(Oj)이, 그 양쪽에 평안 누층군이 분포한다. 동익부에서 정선 석회암층과 평안 누층군의 지층들이 전체적으로 남-북 주향을 가지고 동쪽으로 30-50° 경사하는 반면, 서익부에서는 동익부와 유사한 남-북 주향을 보이지만 40-70°로 서쪽으로 경사한다.

### 남병산 향사
남병산 향사(Nambyeong Mt. syncline)는 지동리 배사의 서편에 존재하는 남병산(1150.9 m)을 중심으로 발달하는 향사 습곡이며 야외에서 지동리 배사의 서익부(남병산 향사의 동익부)의 서쪽으로 경사하는 지층의 자세가 서쪽으로 가면서 20-60°의 동쪽 경사로 변하는 것이 관찰된다. 습곡의 서익부는 부분적으로 평창 스러스트 단층에 의해 절단된다.

### 임하리 배사
임하리 배사(Imhari anticline)는 남병산 향사의 서편에 평창층군의 정선 석회암층과 입탄리층이 넓게 분포하는 곳에서 발달한다. 북북동-남남서 방향의 힌지를 가지는 임하리 배사는 남쪽으로 평창읍 대하리 일대에서 임하리를 지나 북쪽으로 대화면 대화리 인근에 이르기까지 남-북 방향으로 길게 발달하며, 수많은 소규모 습곡을 수반한다. 습곡의 동익부의 지층들이 동쪽으로 갈수로 경사각이 증가하는 반면, 서익부의 지층들은 서쪽으로 갈수록 점점더 완만한 경사를 가진다. 임하리 배사의 양쪽 익부(翼部)에 보존된 소규모 습곡(small-scale fold)들은 대부분 비대칭 습곡(asymmetric fold)으로, 동익부에 'z'형 기생 습곡구조('z'-fold; 'z'-parastic fold)가, 서익부에 's'형 기생 습곡 구조가 보존된 것은 한 단계 큰 규모인 임하리 배사와의 기원적 상관관계를 잘 지시한다.

### 영월인편상구조대

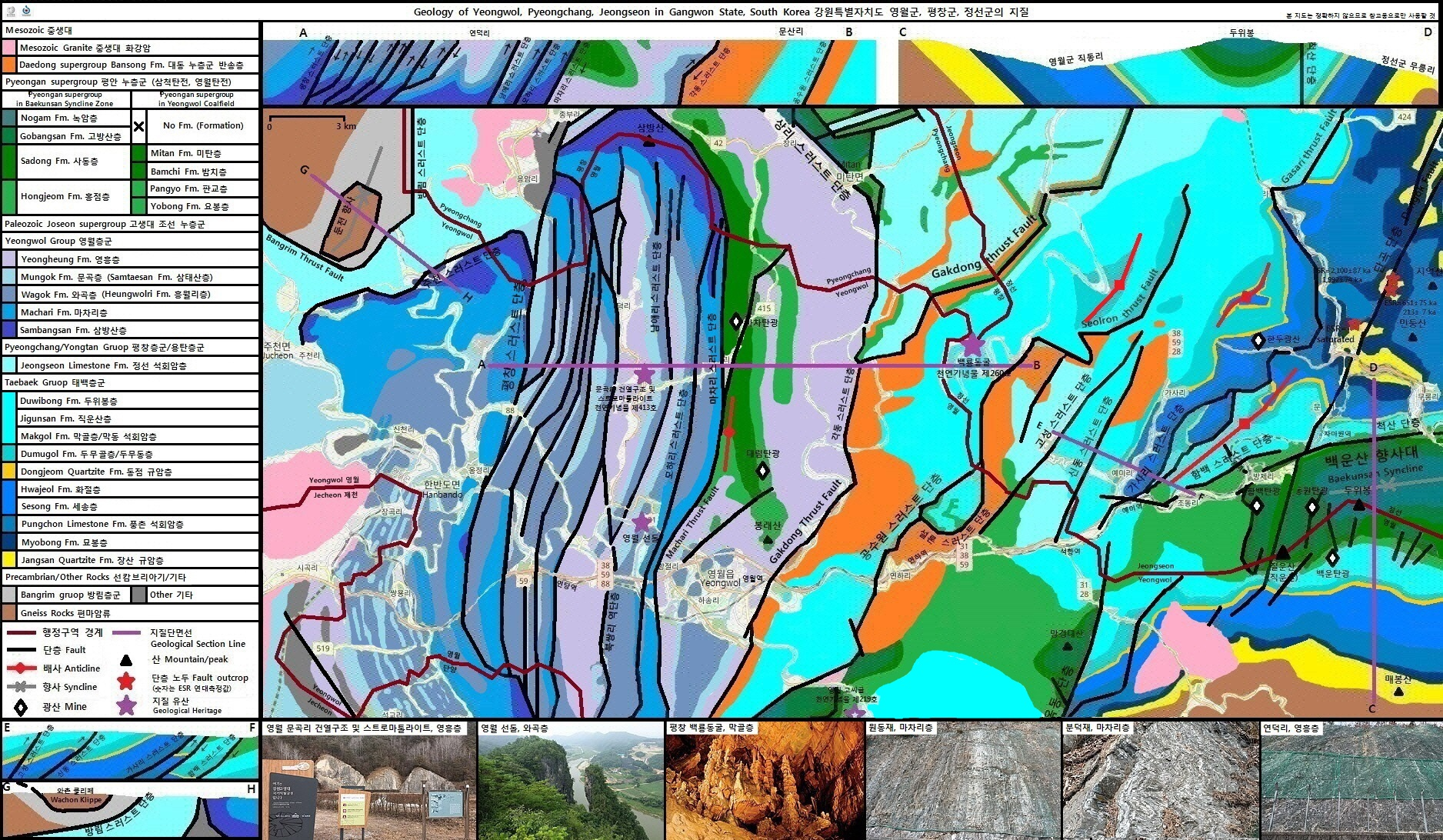
영월인편상구조대

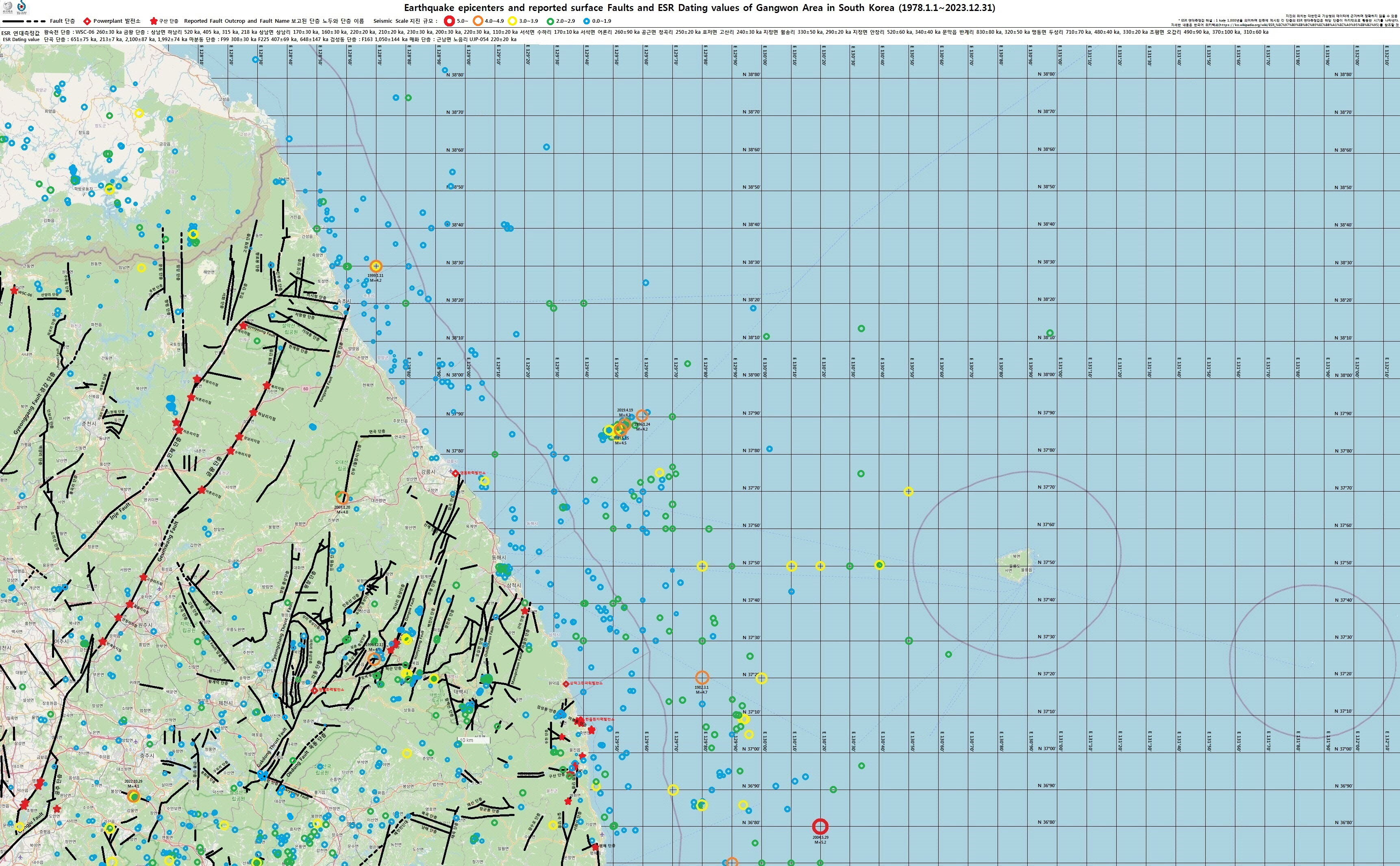
강원특별자치도의 지진과 단층 분포도 및 오대산 지진

## 단층과 지진

### 방림 스러스트 단층
방림 스러스트 단층(Bangrim Thrust fault)은 평창역 부근에서 금당산, 방림면 방림리, 영월군 주천면 판운리와 평창군 평창읍 입탄리 경계 지역을 지나 무릉도원면 면소재지인 무릉리 부근까지 이어지는 단층으로, 이 단층은 방림층군을 동남쪽으로 이동시켜 동쪽에 분포하는 고생대 조선 누층군 위로 충상시킨 역단층이다. 이 단층은 평창역 부근에서 중생대 화강암의 관입에 의해 절단되며 원주시 신림면에서는 고각의 당골 단층에 의해 절단된다. 단층면의 경사는 곳에 따라 다르나 평창 지역에서는 대개 20~30° 내외로 서쪽으로 경사하는 역단층으로서 방림 단층의 하반에는 캄브리아기-오르도비스기 평창층군의 정선 석회암층이 분포하며, 상반에는 선캄브리아기의 화강편마암, 방림층군, 그 상부에 조선 누층군 장산층과 묘봉층이 분포한다.
- 평창읍 임하리 일대에서 방림 스러스트 단층은 북동-남서 주향과 20° 정도의 북서 경사를 보인다. 임하리 일대에서 방림 스러스트 하반의 평창층군 정선 석회암층 상위에 방림층군에 속하는 운모류 편암이 놓여있고, 그 상위에는 선캄브리아기 화강편마암이 존재하여 본래의 층서에서 역전된 양상으로 나타난다.[2]
- 방림면 일대에서부터 방림 스러스트는 북북동-남서 주향과 40° 정도의 서쪽 경사를 보이며 개수리 단층까지 이어진다. 방림면의 방림 단층 하반에는 평창층군의 정선 석회암층이 분포하며, 상반에는 임하리에는 없는 장산 규암층과 묘봉층이 분포한다. 방림면 북쪽에 위치한 대화면 상안미리의 소개동 계곡과 상개수 계곡에서 조선 누층군 묘봉층의 암회색 점판암 내지 천매암이 조선 누층군 정선 석회암층의 담회색 석회암 상위에 놓인다.[2]
- 개수리 단층 북쪽에서는 방림 단층은 북북동-남남서 주향에 40° 이상의 고각으로 경사한다. 평창 북부의 방림 단층 하반에는 정선 석회암층이 분포하며, 상반에서는 단층 주변에서부터 서쪽으로 갈수록 조선 누층군 묘봉층과 장산층, 방림층군, 화강편마암이 차례로 나타나며 이들의 엽리와 층리는 북북동-남남서 주향에 동쪽으로 경사한다.[2]
- 대화면 개수리의 1045 고지와 그 북쪽의 거문산(1173.1 m) 일대에서 선캄브리아기 화강암질 편마암(PCEggn)이 고생대 조선 누층군 석회암층 상위에 놓이는 클리페 구조를 이루고 있다.[2]
- 평창군 임하리 일대에서는 방림 단층의 상반에 서쪽으로 경사하는 방림층군 위에 화강편마암이 놓여있으며, 이는 평창 지역 북부에서 확인한 화강편마암과 방림층군의 부정합 경계가 역전된 것으로 보인다.[2]
- 금당산 일대에서는 방림 단층 상반에서 방림층군과 조선 누층군 장산층과 묘봉층이 동쪽으로 경사하여 역전되지 않은 양상을 보이며, 서편의 운교리트러스트의 상반에 놓이는 화강편마암의 엽리는 대부분 30∼40°의 저각으로 남동 경사를 보인다.[2]
- 김정환 외(1999)는 방림 단층이 주천면 지역에서는 스러스트 단층의 성격을 가지지만 평창 지역에서는 정단층의 성격을 지닌다는 점에서 소위 방림 단층을 방림 스러스트와 대화 정단층으로 구분하였고, 평창 지역 개수리 1,045 m 고지와 거문산 일대에서 화강편마암이 조선 누층군 석회암층 상위에 놓이는 클리페 구조를 이루고 있음을 보고하였다.[27] 류충렬(1995, 1997)는 방림 단층 상반에 화강편마암이 변성퇴적암류 상위에 연성전단대를 경계로 하여 나타나는 구조를 두루안지클리페(Turuanji klippe)와 중대갈봉나페(Chungdaegalbong nappe)로 명명하고, 이들 구조의 경계에 해당하는 연성전단대에서 상부가 북쭉으로 이동하는(top-to-the-north)로 보고하였다.[28]

| 좌표                                                                      | 암석                 |
| ------------------------------------------------------------------------- | -------------------- |
| 북위 37° 30′ 15.9″ 동경 128° 24′ 43.4″ / 북위 37.504417° 동경 128.412056° | 묘봉층 암회색 편암   |
| 북위 37° 30′ 15.7″ 동경 128° 24′ 40.7″ / 북위 37.504361° 동경 128.411306° | 정선 석회암층        |
| 북위 37° 29′ 09.3″ 동경 128° 24′ 26.1″ / 북위 37.485917° 동경 128.407250° | 묘봉층               |
| 북위 37° 29′ 14.6″ 동경 128° 24′ 33.8″ / 북위 37.487389° 동경 128.409389° | 정선 석회암층        |
| 북위 37° 33′ 20.3″ 동경 128° 24′ 52.2″ / 북위 37.555639° 동경 128.414500° | 방림층군, 화강편마암 |
| 북위 37° 33′ 29.6″ 동경 128° 24′ 58.3″ / 북위 37.558222° 동경 128.416194° | 방림층군             |
| 북위 37° 24′ 31.6″ 동경 128° 22′ 53.4″ / 북위 37.408778° 동경 128.381500° | 방림층군             |
| 북위 37° 24′ 31.0″ 동경 128° 22′ 50.7″ / 북위 37.408611° 동경 128.380750° | 화강편마암           |

### 개수리 단층
개수리 단층은 대화면 외솔배기 계곡을 따라 발달하며 방림 스러스트 단층을 절단하여 이동시키는 단층이다. 개수리 단층을 기준으로 북쪽의 방림 단층과 그 상반 및 하반의 암층들이 좌수향 변위를 가지는 것이 관찰된다.(김정환 외, 1999

### 운교리 스러스트 단층
운교리 스러스트 단층(Wungyori thrust Fault)은 방림 스러스트 단층 서측에 분포하는 충상단층으로 금당산 부근 봉평면 유포리에서 방림층군을 따라 방림면 계촌리와 운교리를 지나 평창읍 하일리로 이어진다. 앞서 언급한 방림층군이 두 갈래로 나누어져 분포하는 이유가 바로 이 단층 때문이다. 이 단층에 의해 방림층군 상위에 선캄브리아기 화강편마암이 놓인다. 방림면 운교리의 원터골 계곡과 대화면 개수리의 항공 계곡에서 방림층군의 석영맥이 발달된 운모류 편암(Quartz veined mica schist)의 구조적 상위에 압쇄암의 조직을 보이는 선캄브리아기 화강편마암이 관찰된다.
| 좌표                                                                      | 암석              |
| ------------------------------------------------------------------------- | ----------------- |
| 북위 37° 26′ 11.1″ 동경 128° 19′ 50.8″ / 북위 37.436417° 동경 128.330778° | 방림층군 운모편암 |
| 북위 37° 31′ 00.9″ 동경 128° 22′ 10.1″ / 북위 37.516917° 동경 128.369472° | 방림층군 운모편암 |

### 상리 스러스트 단층
상리 스러스트 단층(Sangri thrust fault) 또는 미탄 스러스트 단층은 지질도 상으로 평창읍 종부리에서 평창 스러스트 단층으로부터 북동쪽으로 갈라져 나와 평창읍 상리와 이곡리를 지나 남동쪽으로 주향을 전환, 미탄면 회동리와 창리, 기화리를 지나 영월군으로 이어지며 이후 각동 단층과 합류하는 충상단층이다. 평창읍 상리에서 관찰된 바에 의하면 이 단층은 북동 64°의 주향을 보이고 남동 80°의 경사를 보인다. 1:5만 지질도에 의하면 이 단층에 의해 상리 일대에서 영월층군 삼태산층과 평안 누층군 녹암층이 접하고 있으나 이는 녹암층이 아니라는 주장도 있다.
상리 충상단층은 일본인 지질학자 고바야시 테이치(小林貞一)에 의해 명명된 것으로 태백산지구지하자원조사단(1962, 이하 태백산조사단)은 이를 미탄 스러스트 단층으로 불렀다. 고바야시가 설정한 상리 충상단층을 태백산조사단이 다시 재확인한 이유는 평창읍 상리에서 영월형 조선 누층군이 평안 누층군 최상부인 녹암층과 직접 접하고 있다고 생각한 데 있는 것이다. 조선 누층군과 접하고 있다는 그 '녹암층'은 녹색 암석으로 구성되어 있으며 약간 변질되어 있으나 녹색이라는 점에서 녹암층의 암상과 유사하다. 이 녹색 암석층이 평창읍 고길리에서 외관상으로는 구조적으로나 암상에 있어서 의심의 여지가 없는 함백산층 위에 놓여 있어 이를 녹암층으로 간주한 것은 무리가 없다. 그러나 손치무와 정치곤(1977) 등은 이러한 상정이 피상적인 것에 불과하다고 보았다. 이들은 녹색 암석류를 대석회암층군에 속하는 지층으로 보고 이를 상리층이라 칭히고 이 단층을 인정하지 않고 그 관계를 역전된 배사 구조로 해석하였다.

### 오대산 지진과진부 (월정사) 단층
오대산 지진은 2007년 1월 20일 오대산 남쪽 자락에서 발생한 지진이다. 단층 면해의 분석 결과, 본진은 거의 수직의 우수 주향 이동 단층의 운동으로 발생했으며, 이러한 운동을 일으킨 주 압축 응력 방향은 동북동-서남서 방향으로 나타난다. 진앙과 가까운 월정사 단층이 지진 단층일 가능성이 크며, 본진과 여진으로 인한 파쇄 단층의 길이는 약 2km로 추정된다.
진부 단층 또는 월정사 단층은 진부면 간평리에서 진고개를 지나 강릉시 연곡면 삼산리로 이어지는 북북동-남남서 주향의 단층으로, 국도 제6호선의 선형과 일치하다. 이 단층의 존재는 이미 지자연의 1975년 오대산 지질도폭에서 인지된 바 있다. 이 단층은 진고개를 넘어 월정사 계곡으로 연결되는 것으로 생각된다. 월정사 계곡은 평균 500 m 폭을 가진 충적 평야이고 그 서안(西岸) 쪽이 거의 직선적이며 서안에는 계곡에 평행한 암맥(巖脈)이 발달되어 있다. 이런 사실들로 보아 진부 단층은 진고개를 지나 월정사 동쪽의 계곡을 따라 남하하여 월정사 계곡 서안 가까이로 연속되는 것으로 보인다. 이 단층은 그 서측에 있는 편마암 지대가 동측의 화강암 지대에 대하여 낙하한 것일 가능성이 크다.

## 같이 보기
- 한국의 지질
- 조선 누층군
- 평안 누층군
- 대한민국 국가지질공원
- 평창군